# Gymnogryllus equinus
Gymnogryllus equinus är en insektsart som beskrevs av Andrej Vasiljevitj Gorochov 2001. Gymnogryllus equinus ingår i släktet Gymnogryllus och familjen syrsor. Inga underarter finns listade i Catalogue of Life.